# Ка Марангоне (Ређо Емилија)
Ка Марангоне је насеље у Италији у округу Ређо Емилија, региону Емилија-Ромања.
Према процени из 2011. у насељу је живело 64 становника. Насеље се налази на надморској висини од 313 м.